# Aldo Dolcetti
Aldo Dolcetti (Salò, 23 ottobre 1966) è un allenatore di calcio ed ex calciatore italiano, di ruolo centrocampista.

## Carriera

### Giocatore
Le prime esperienze calcistiche sono a Trino (VC) nell'Orsa e poi nell'AC Trino (ora L.G. Trino). Tra gli allenatori, il ricordo del maestro Cisiu (Tarcisio Tavano), Dall'età di tredici anni è alla corte della Juventus dove rimane per sei anni. I suoi allenatori sono Sentimenti IV, Viola, Grosso, Salvatore Jacolino e Giovanni Trapattoni. Nelle ultime due stagioni è in orbita Prima squadra con spazi limitati ad amichevoli, tournée, Coppa Italia e panchine in Serie A. Viene poi mandato a fare esperienza tra le file del Novara in Serie C2, con cui sfiora la promozione.
L'anno successivo (1987) passa al Pisa in Serie A dove rimane per quattro stagioni. Il presidente Romeo Anconetani riesce ad avere dopo tre anni l'intero cartellino dalla Juventus. Gioca tra gli altri con Dunga, Cuoghi, Sclosa, Faccenda, Piovanelli, Padovano, Incocciati, Neri, Chamot. Come allenatore si segnala Mircea Lucescu.
Nel 1991 passa al Messina con cui gioca una sola stagione in Serie B con Protti e Ficcadenti. L'anno successivo ritorna in Toscana, questa volta alla Lucchese, allora in Serie B. La allena Corrado Orrico e compagni di squadra sono Paci, Monaco, Rastelli, Di Francesco e altri.

Dolcetti (a sinistra) in maglia pisana, in contrasto sul sampdoriano Oleksij Mychajlyčenko nel campionato 1990-1991.

Nel 1993 passa al Cesena dove rimane per quattro anni, segnando quindici reti (il suo record personale di reti segnate da professionista con la stessa casacca). Come allenatori si ricorda soprattutto Bruno Bolchi. Nel primo anno sfiora la promozione in Serie A nello spareggio contro il Padova, mentre nell'ultimo vive la retrocessione in Serie C1. Con i romagnoli giocano Scarafoni, Hubner, Piraccini, Salvetti, Ambrosini, Agostini e Bianchi.
Tenta l'esperienza all'estero in Spagna e in Inghilterra, e invece si ritrova in Serie C1 nelle file di Savoia e Avellino. Nel 1999 si trasferisce nel Cuneo nel CND, accettando una proposta del presidente Arese che prevede mansioni anche all'interno della Asics.
Vi rimane un solo anno, scegliendo di trasferirsi a Brescia alla DigitalSoccer Project, società di analisi e osservazione del calcio italiano e internazionale. Continua a giocare per altri due anni nel Sellero Novelle e nel Darfo Boario, nel campionato lombardo di Eccellenza.

### Allenatore
Dopo avere concluso la carriera da calciatore, si dedica allo studio analitico del calcio dal punto di vista statistico e manageriale. Nei tre anni nella DigitalSoccer Project interagisce con l'ambiente tecnico e anche con quello mediatico, lavorando anche in tv per la Rai nelle trasmissioni di approfondimento sui Mondiali 2002 e gli Europei 2004.
La sua prima esperienza di campo si concretizza come allenatore in seconda della Fiorentina accanto ad Alberto Cavasin. Stessa collaborazione nella stagione successiva ma nel Brescia.
Da allenatore in prima persona ha guidato la squadra ungherese di serie A della Honved nella stagione 2005-2006 e in quella 2006-2007 per i primi mesi. Nuova collaborazione per lui nella seconda metà della stagione 2006-2007 con Cavasin sulla panchina del Messina. Per la stagione sportiva 2007-2008, è chiamato sulla panchina del Lecco, ma ha rescisso il contratto due giorni prima dell'inizio del campionato. Nel gennaio del 2008 torna in Ungheria per dirigere la formazione del Siofok.
Nel giugno 2008 entra nei quadri tecnici dell'MTK Budapest, ma torna immediatamente in Italia quando gli arriva la chiamata per allenare la SPAL. Dopo un sesto posto conquistato nella stagione 2008-2009, nella quale la SPAL ha mancato i play-off per un solo punto, la stagione 2009-2010 comincia male e a pagare gli scarsi risultati (15 punti in 13 partite) è il tecnico lombardo che il 17 novembre 2009 viene esonerato dopo 17 mesi alla guida della squadra biancazzurra.
Il 17 gennaio 2011 diventa responsabile dell'area tecnico-tattica del settore giovanile del Milan. Dopo l'esonero dell'allenatore della Primavera milanista, Giovanni Stroppa, avvenuta il 13 giugno 2011, Dolcetti è subito messo nell'elenco dei probabili sostituti, in quanto ex compagno di squadra dell'allenatore della Prima squadra rossonera, Massimiliano Allegri, al Pisa, e profondo conoscitore tattico, col probabile scopo di standardizzare il sistema di gioco in tutte le formazioni del club.
Nella stagione 2011-2012 diventa allenatore della Primavera del Milan, incarico mantenuto fino al 30 giugno 2013. Successivamente assume l'incarico di Coordinatore di tutte le formazioni giovanili della società rossonera e responsabile dell'area metodologica, rimanendo in carica fino al 6 agosto 2014, quando rescinde il contratto con la società rossonera.
Pochi giorni dopo, sempre nell'agosto 2014, segue Massimiliano Allegri alla Juventus, con il ruolo di collaboratore tecnico: riveste l'incarico fino al 2019, vincendo cinque scudetti consecutivi, e nuovamente dal 2021 fino al 2024.

### Commentatore sportivo
Dall'agosto del 2010 è uno degli opinionisti, assieme a Vincenzo D'Amico, di 90º Minuto Serie B condotto da Mario Mattioli.

## Palmarès

### Giocatore

#### Competizioni internazionali
- Coppa Mitropa: 1

Pisa: 1988